# Pezuela de las Torres
Pezuela de las Torres là một đô thị trong Cộng đồng Madrid, Tây Ban Nha. Đô thị này có diện tích 41,44 km², dân số theo điều tra năm 2010 của Viện thống kê quốc gia Tây Ban Nha là 813 người. Đô thị này nằm ở khu vực có độ cao mét trên mực nước biển. Cự ly so với Madrid là 50 km.